# Col de Dent
Le col de Dent est un col routier des Pyrénées, situé dans le département de l'Aude entre Artigues et Bessède-de-Sault. Son altitude est de 1 232 mètres.

## Géographie

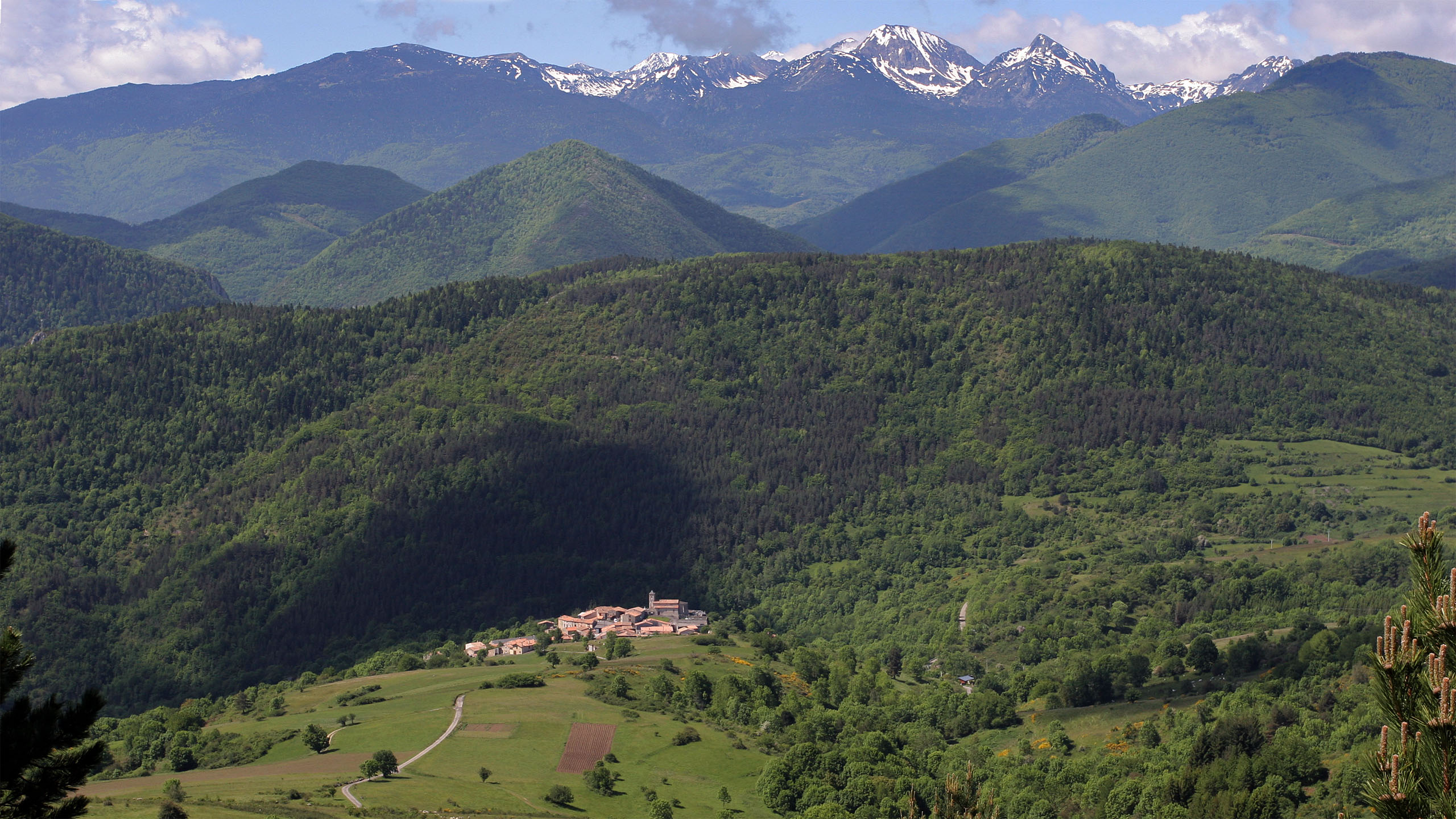
Vue depuis le col de Dent : Bessède-de-Sault, le roc Blanc et le pic de la Camisette.

Dans un environnement forestier, le col se situe sur un tripoint en limite des communes de Bessède-de-Sault, Marsa et du Clat sur une voirie rurale, dans le pays de Sault. Il peut être fortement enneigé.
Une table d'orientation se trouve au sud du col sur le versant de Bessède.

## Activités

### Cyclisme
C'est un objectif apprécié des cyclistes, la montée depuis Axat (haute vallée de l'Aude) emprunte la RD 83, franchit le col de Nadieu (1 055 m) est longue de 13,3 km, avec 826 m de dénivelé et une pente moyenne de 6,2 % avec un maximum à 11 %. Une variante est possible par le même versant depuis Cailla. Sur le versant opposé, la montée débute au hameau de Gesse dans les gorges de l'Aude (RD 118).